# Theodwin
Theodwin de Baviera fue príncipe-obispo del principado de Lieja de 1048 a 1075.

## Biografía

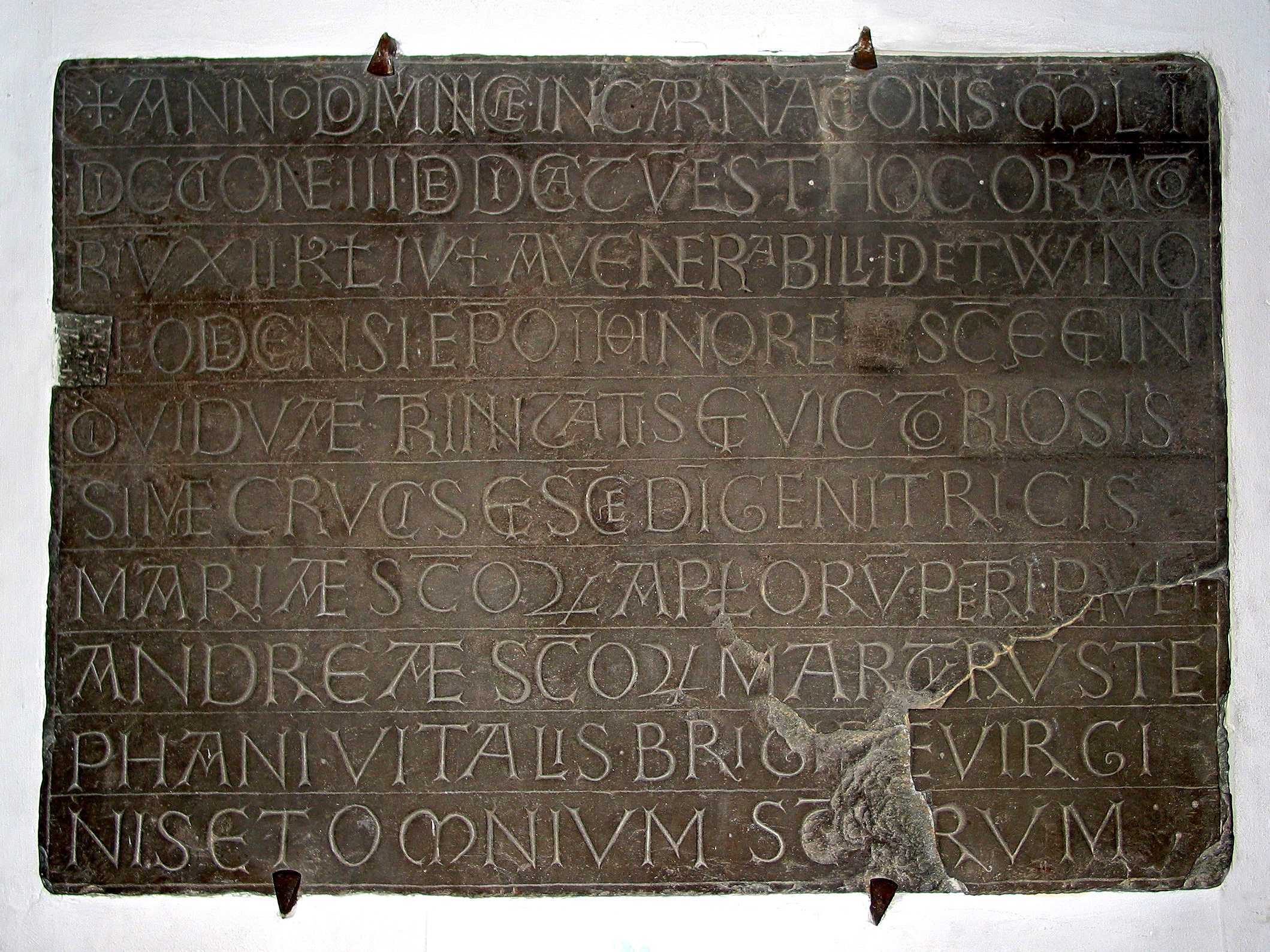
Piedra conmemorativa en la consagración de la iglesia de Esteban mártir de Waha por Theodwin el 20 de junio de 1050.

A la muerte de Wazo, el emperador Enrique III del Sacro Imperio Romano Germánico impuso su candidato Theodwin al capítulo de san Lamberto, asentando así su poder dentro de la iglesia. Theodwin era originario de la casa de los duques de Baviera. Ya en enero de 1049 se alió con los príncipes-obispos de Utrecht y de Metz y partieron a la guerra contra Teodorico IV de Holanda, también llamado Teodorico el Friso, al que “cristianamente” mataron para devolver al condado de Holanda bajo dominación imperial.
El sucesor de Enrique III, Enrique IV, confirmó la expansión del principado al condado de Hainaut, pero este territorio pasó al condado de Flandes en 1051. Aunque era un hombre del emperador, invitó al papa León IX a Lieja y le escoltaron hacia Roma.
Después de un largo mandato de 27 años, murió el 23 de junio de 1075 y fue enterrado en la colegiata de Huy, una iglesia a la que dotó generosamente durante su vida.